# Kibithu
Kibithu est une ville de l'état d'Arunachal Pradesh au nord-est de l'Inde.
C'est le point habité le plus à l'est de l'Inde, qui est situé à proximité du tripoint avec la Chine au nord et la Birmanie à l'est.

## Histoire
Kibithu était au cœur de la guerre sino-indienne de 1962, et a servi de point d'entrée pour l'attaque chinoise dans la région.